# 河内神社 (たつの市)
河内神社（かわちじんじゃ）は、兵庫県たつの市新宮町の西栗栖地域に鎮座する神社である。

## 歴史
859年（天安3年）、豊前国宇佐八幡宮より分霊を勧請したことに始まる。1874年（明治7年）2月、郷社に指定された。

## 祭事
秋季例祭
毎年10月獅子舞が奉納される。たつの市の指定・無形民俗文化財である。「剣の舞」、「八州の舞」、「どんちきの舞」、「法螺の舞」、「導きの舞」、「しゃんぎりの舞」、「鞠とれの舞」と7種の舞がある。